# Ho, Ho, Ho
Ho, Ho, Ho è un album natalizio di RuPaul del 1997

## Tracce
1. With Bells On - 3:35 - con Michelle Visage
2. Rudolph the Red-Nosed Reindeer (RuPaul The ...) - 3:32
3. All I Want For Christmas - 3:25
4. Santa Baby - 4:46
5. All Alone on Christmas - 3:12
6. Christmas Train - 3:47 - Medley
Joy to the World/Deck the Halls/ O Come All Ye Faithful/Jingle Bells/Hark The Herald Angels Sing/ We Wish You a Merry Christmas"
7. Christmas Nite - 7:35 - con Latasha Spencer
8. Funky Christmas (Christmas at My House) - 2:40
9. I Saw Daddy Kissing Santa Claus - 2:49
10. Here Comes Santa Claus (Right Down Santa Claus Lane) - 2:57
11. You're A Mean One, Mr. Grinch - 4:47
12. Hard Candy Christmas - 4:47 - con Michelle Visage & Barbara Mitchell
13. Celebrate (New Year's remix) - 4:53